# Нижненаратбашское сельское поселение
Нижненаратбашское се́льское поселе́ние — муниципальное образование в Буинском районе Татарстана Российской Федерации.
Административный центр — село Нижний Наратбаш.

## История
Статус и границы сельского поселения установлены Законом Республики Татарстан от 31 января 2005 года № 17-ЗРТ «Об установлении границ территорий и статусе муниципального образования „Буинский муниципальный район“ и муниципальных образований в его составе».
Законом Республики Татарстан от 24 декабря 2008 года № 134-ЗРТ, 1 января 2009 года входивший в состав Нижненаратбашского сельского поселения посёлок Васильевка был отнесён в состав территории муниципального образования «город Буинск» с одновременным включением посёлка Васильевка в состав города Буинска.

## Население
| 2010  | 2011  | 2012  | 2013  | 2014  | 2015  | 2016  |
| ----- | ----- | ----- | ----- | ----- | ----- | ----- |
| 1310  | ↘1303 | ↗1306 | ↘1304 | ↗1320 | ↗1333 | ↗1368 |
| 2017  | 2018  |       |       |       |       |       |
| ↘1345 | ↗1361 |       |       |       |       |       |

## Состав сельского поселения
| № | Населённый пункт | Тип населённого пункта       | Население |
| - | ---------------- | ---------------------------- | --------- |
| 1 | Бикмуразово      | село                         |           |
| 2 | Большая Карланга | деревня                      |           |
| 3 | Нижний Наратбаш  | село, административный центр |           |